# 発展
発展（はってん）とは、物事の勢いなどが広がること、転じて潜在的な可能性が実現し、栄えること、または進み伸びることである

## 哲学における発展
アリストテレスは、発展を有機体としての個物を潜在的な可能性から、形相を実現した現実態に至る過程の中にとらえ重視した。しかし、歴史や社会の前進の論理というとらえ方は近代になってヨハン・ゴットフリート・ヘルダーらが進歩思想と結びつけて唱えたもので、歴史は浅い。ヘルダーは諸文化の個別性を重点に置く多元主義的な発展を唱え、後に歴史学派の考え方に結びつくことになった。また、人間精神と世界精神の二つのレベルでの発展を重点に置いて論ずるドイツ観念論や生産力と革命意識の発展を社会変化の根本と考える史的唯物論にも多大な影響を与えている。

## 参考資料
- 哲学・思想事典（岩波書店、1998年）ISBN 4-00-080089-2